# Syncopacma cinctella
Syncopacma cinctella là một loài bướm đêm thuộc họ Gelechiidae. Nó được tìm thấy ở khắp châu Âu.
Sải cánh dài 10–14 mm. Con trưởng thành bay từ tháng 6 đến tháng 8.
Ấu trùng ăn Lotus corniculatus. The larvae live between leaves spun together with silk.